# ATP Challenger Cortina d’Ampezzo
Das ATP Challenger Cortina d’Ampezzo (offizieller Name: Internazionali di Tennis di Cortina) war ein von 2014 bis 2017 stattfindendes Tennisturnier in Cortina d’Ampezzo. Es war Teil der ATP Challenger Tour. Paolo Lorenzi gewann 2015 den Titel in Einzel und Doppel und war damit Rekordsieger.

## Liste der Sieger

### Einzel
| Jahr | Sieger                  | Finalgegner     | Ergebnis       |
| ---- | ----------------------- | --------------- | -------------- |
| 2017 | Roberto Carballés Baena | Gerald Melzer   | 6:1, 6:0       |
| 2016 | João Souza              | Laslo Đere      | 6:4, 7:64      |
| 2015 | Paolo Lorenzi           | Máximo González | 6:3, 7:5       |
| 2014 | Filip Krajinović        | Federico Gaio   | 2:6, 7:65, 7:5 |

### Doppel
| Jahr | Sieger                         | Finalgegner                            | Ergebnis          |
| ---- | ------------------------------ | -------------------------------------- | ----------------- |
| 2017 | Guido Andreozzi Gerald Melzer  | Steven De Waard Ben McLachlan          | 6:2, 7:64         |
| 2016 | Jamie Cerretani Philipp Oswald | Roberto Carballés Baena Cristian Garín | 6:3, 6:2          |
| 2015 | Paolo Lorenzi Matteo Viola     | Lee Hsin-han Alessandro Motti          | 6:75, 6:4, [10:3] |
| 2014 | Íñigo Huegun Juan Lizariturry  | Lee Hsin-han Vahid Mirzadeh            | 7:5, 3:6, [10:8]  |